# Mikroregion Colíder

Mikroregion Colíder

Mikroregion Colíder – mikroregion w brazylijskim stanie Mato Grosso należący do mezoregionu Norte Mato-Grossense.

## Gminy
- Colíder
- Guarantã do Norte
- Matupá
- Nova Canaã do Norte
- Nova Guarita
- Novo Mundo
- Peixoto de Azevedo
- Terra Nova do Norte